# Матюшинское сельское поселение
Матюшинское се́льское поселе́ние — муниципальное образование в Лаишевском районе Татарстана Российской Федерации.
Административный центр — деревня Матюшино.

## История
Статус и границы сельского поселения установлены Законом Республики Татарстан от 31 января 2005 года № 28-ЗРТ «Об установлении границ территорий и статусе муниципального образования "Лаишевский муниципальный район" и муниципальных образований в его составе».

## Население
| 2010 | 2011 | 2012 | 2013 | 2014 | 2015 | 2016 |
| ---- | ---- | ---- | ---- | ---- | ---- | ---- |
| 139  | →139 | ↘135 | ↗137 | ↗141 | ↗151 | ↗156 |
| 2017 | 2018 |      |      |      |      |      |
| ↗161 | ↗169 |      |      |      |      |      |

## Состав сельского поселения
| № | Населённый пункт | Тип населённого пункта          | Население |
| - | ---------------- | ------------------------------- | --------- |
| 1 | Матюшино         | деревня, административный центр | ↗161      |

## Транспорт
Из деревни до Казани ходит автобус 102.